# Roberto Brito
Roberto Brito (nascido em 7 de agosto de 1947) é um ex-ciclista olímpico mexicano. Representou sua nação nos Jogos Olímpicos de Verão de 1968, na prova de contrarrelógio por equipes (100 km).